# 阿维马埃尔·古斯曼
曼努埃尔·鲁本·阿维马埃尔·古斯曼·雷诺索（西班牙語：Manuel Rubén Abimael Guzmán Reynoso；1934年12月3日—2021年9月11日），化名贡萨罗（Gonzalo），支持者称其为“贡萨罗主席”，是前哲学教授、秘鲁共产党 (光辉道路)领导人。他在1980年代提出了一套被称为“贡萨罗思想”的政治理论。

## 生平
1934年12月3日出生于港口城镇莫延多，是一个富裕商人的私生子，其母亲在他5岁时去世。19岁时成为圣奥古斯丁国立大学社会研究系学生。他写了《康德的空间理论》的哲学博士论文和《关于资产阶级民主国家》的法学博士论文。1962年任教于瓦曼加国立圣·克里斯托瓦尔大学。1965年与妻子一起访问中华人民共和国。他第一次到达欧洲，途经瑞士、捷克斯洛伐克和苏联，期间想要参观列宁墓，未能实现。后到达中国，他在北京的一所学校接受了思想训练，在南京的一所学校接受了军事训练。1970年前后，创建秘鲁共产党 (光辉道路)。1980年，开始从事武装斗争，并建立新民主共和国。古斯曼因此以恐怖主义和叛国的罪名被通缉。

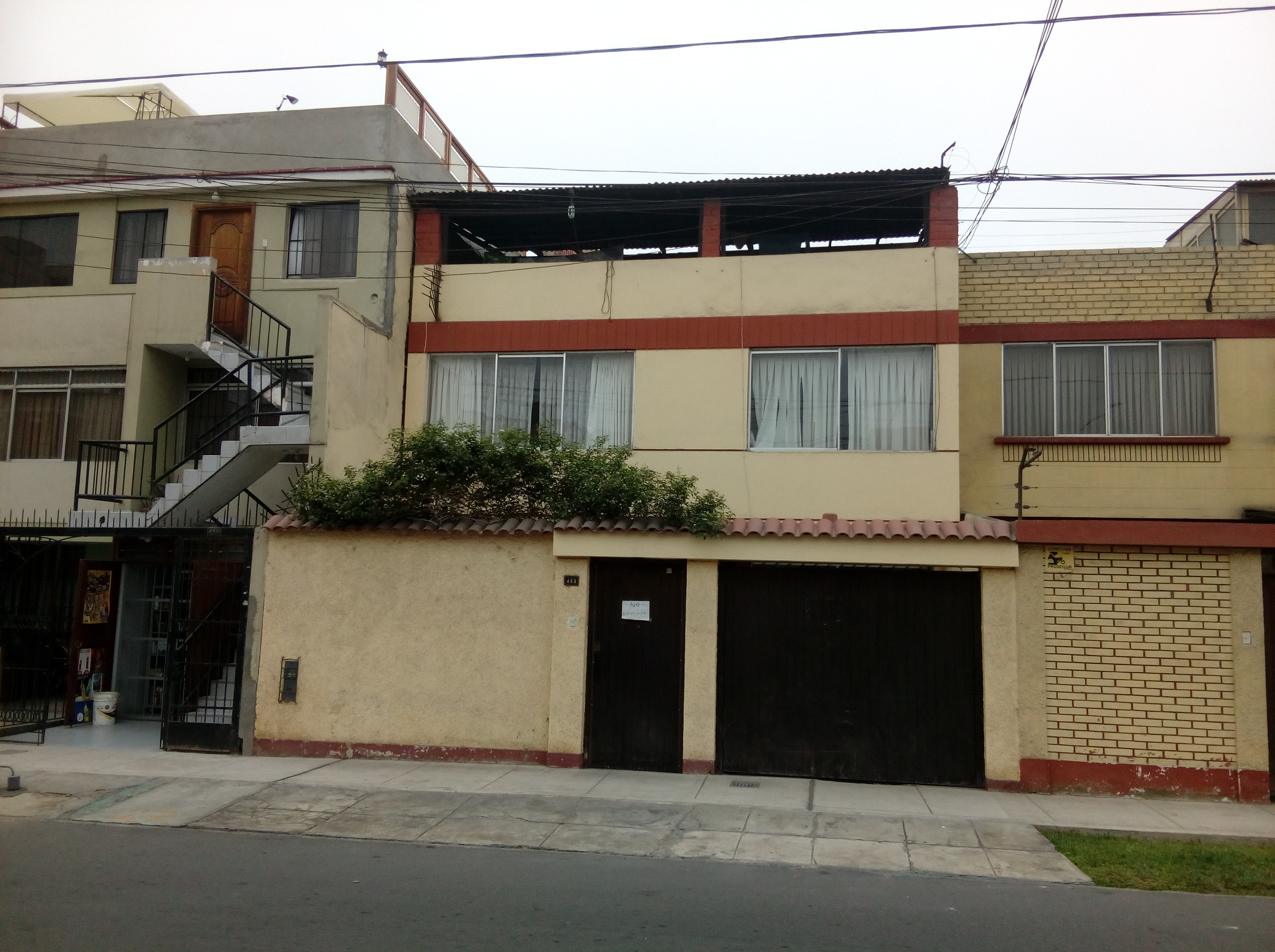
“维多利亚行动”期间，贡萨罗和其他光辉道路领导人被捕的地方.

1992年9月12日，古斯曼被秘鲁政府捕获并被判处终身监禁，9月24日，在囚笼里对公众发表演讲。2021年7月13日，因为没有医疗服务，在病危的时刻进行了绝食抗议。7月17日，被转移到医院进行观察，但仍然不予治疗。9月11日，于卡亚俄海军基地去世，享年86岁。于9月24日被火化。